# Frane Barbieri
Frane Barbieri (Macarsca, 25 novembre 1923 – Torino, 9 agosto 1987) è stato un giornalista jugoslavo.
Giornalista dalmata, si trasferì in Italia dalla prima metà degli anni Settanta, nel periodo delle aspre divergenze con la Jugoslavia titina. Scrittore di numerosi testi sull'Europa orientale, fu editorialista de Il Giornale e La Stampa. Nel 1987 gli venne assegnato il premio Max David.